# Batalla de Rívoli
La batalla de Rívoli fue una batalla entre los ejércitos franceses y austriacos dentro de la Campaña Italiana de la Guerra de la Primera Coalición. Tuvo lugar los días 14 y 15 de enero de 1797 y resultó victorioso el ejército francés que se encontraba bajo el mando de Napoleón Bonaparte.

## Preludio
En septiembre de 1797 las tropas austriacas del mariscal de campo Conde Von Wurmser se encontraban sitiadas en la estratégica ciudad italiana de Mantua. Los austriacos no podían permitirse perder la importante plaza así que con fin de conseguir levantar el asedio y fortalecer su posición en el norte de Italia reunieron un ejército de 50.000 hombres al mando del barón general Jozsef Alvinczi. Napoleón contaba con 55.000 soldados pero su situación era más delicada la tener que dejar 10.000 ocupándose del asedio y distribuir otros 10.000 como guarnición de algunas plazas fuertes. Además Napoleón no sabía ni por dónde ni cuándo atacaría Alvinczi por lo que se vio obligado a pasar a la defensiva e intentar cubrir las vías de acceso a la ciudad de Mantua.
Repartió su ejército en tres divisiones. La primera, al mando del general Augereau con casi 9.000 hombres se situó en Legnano para defender el Bajo Adigio. El general Masséna se situó en Verona con similar número de hombres para defender el Alto Adigio. El general Barthélemy Catherine Joubert , con 10.000 soldados, se situó al norte de Rívoli.

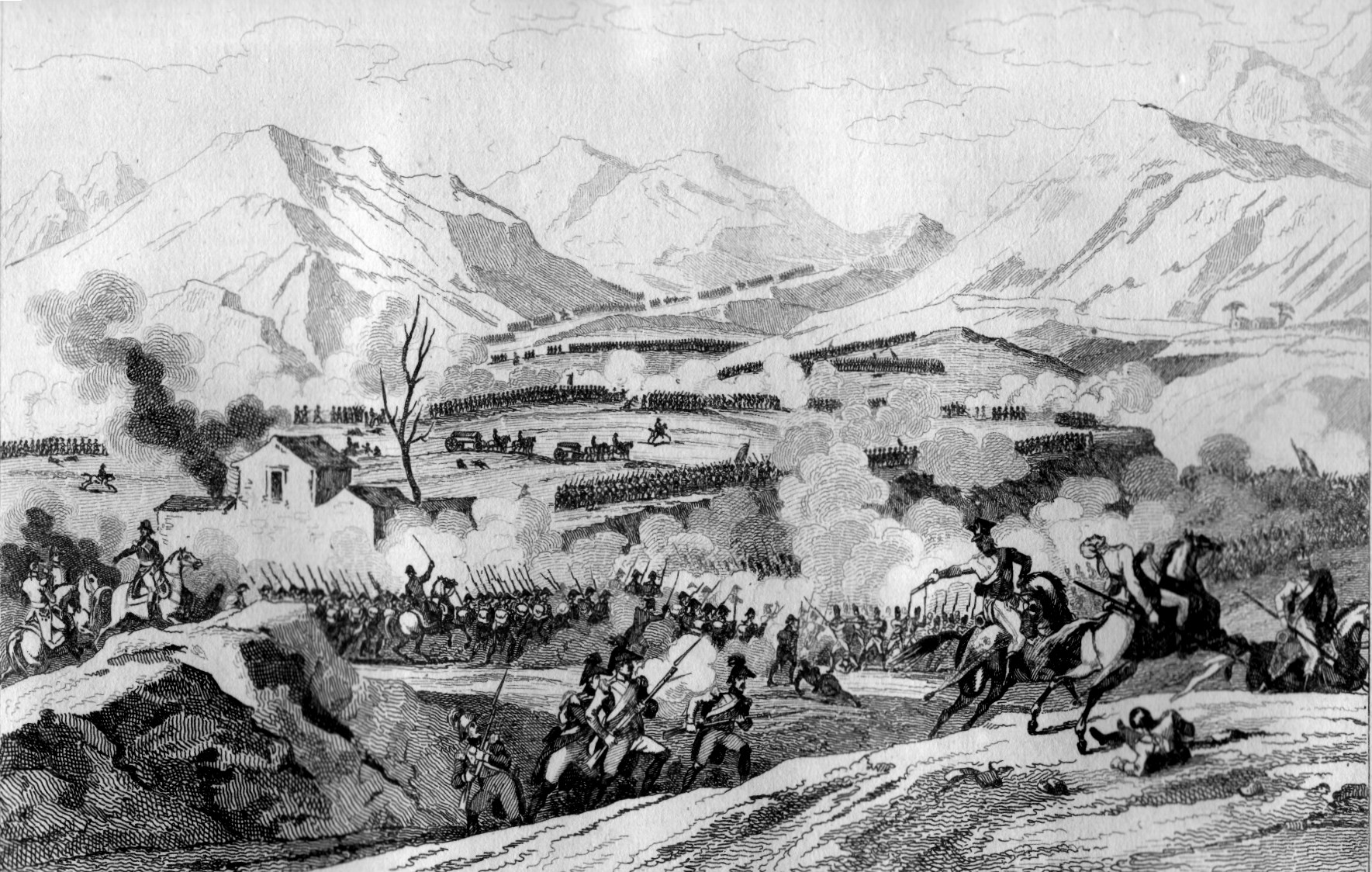
Batalla de Rívoli

El 7 de enero, Napoleón, convencido de que los austriacos no estaban aún preparados para lanzar el ataque, se ausentó de su cuartel general y marchó a Bolonia por asuntos diplomáticos. Sin embargo ese mismo día las fuerzas austriacas se pusieron en marcha. El plan austriaco consistía en que Alvinczy, al mando de 28.000 hombres, avanzara por el valle del Adigio cerca de Rívoli mientras los generales Provera y Bajalich con 15.000 hombres actuaran de distracción.
El 11 de enero las columnas de Provera y Bajalich tuvieron escaramuzas con las fuerzas de Augereau y ese mismo día Alvinczi marchó hacia Rívoli. Las noticias llegaron a Napoleón, que marchó hasta Verona donde se encontró con Masséna en pleno ataque.
El 13 de enero las tropas austriacas obligaron a Joubert a retirarse hacia Rívoli y Napoleón mandó a Masséna que marchara hacía allí con rapidez.
La madrugada del 14 de enero llegó Napoleón a Rívoli y decidió preparar un ataque.

## Despliegue de los ejércitos.
Alvinczy había dividido sus fuerzas en seis columnas. Tres columnas, con unos 12.000 hombres, atacarían la colina donde se había visto obligado Joubert a retirarse. Dos columnas, al mando de Vukassovich y Quosdanovich con 15.000 hombres, marcharían a orillas del Adigio y escalarían el desfiladero hacia las colinas. Una tercera columna, con 4500 hombres, al mando de Lusignon flanquearia a las fuerzas francesas y atacaría por la retaguardia cortándoles además la retirada.
Napoleón dispuso 1000 hombres en fortificaciones de campaña y con artillería de apoyo en el desfiladero y el resto de los hombres de Joubert y 18 piezas de artillería en las colinas. Fueron estas tropas las que iniciaron el ataque al amanecer.

## La batalla

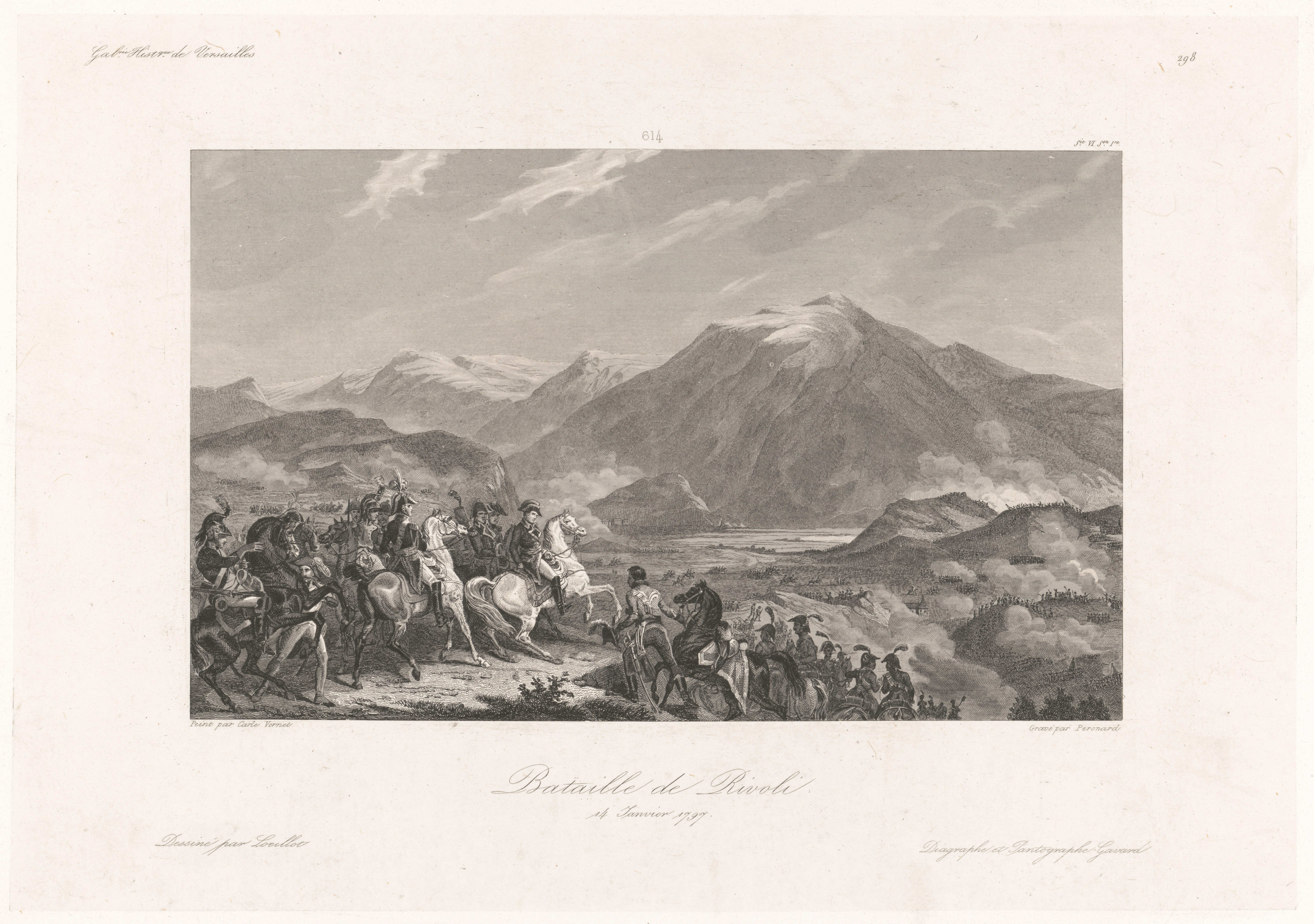
Batalla de Rívoli

A pesar de la inferioridad numérica, el ataque francés, al principio, fue próspero. Pero ante la desigual proporción fue detenido y entonces los austriacos pudieron atacar el flanco izquierdo francés, que huyó. Por fortuna para Napoleón, Masséna llegó con 6.000 hombres y pudo estabilizar ese flanco. Aunque el centro pasaba por grandes apuros, que sólo pudo aguantar gracias a una defensa heroica. El flanco derecho francés, por su parte, fue obligado por el bombardeo que llevó a cabo Vukassovich a abandonar las defensas dejando más expuesto aún el centro francés. A pesar de todo, las tropas austriacas no pudieron avanzar por este sector con mucha rapidez debido a la dificultad que acarreaba el terreno. Para empeorar aún más las cosas para el bando francés, Lusignon atacó por su retaguardía cortándoles la posible retirada e impidiendo la llegada de refuerzos.
Algunos oficiales de Napoleón estaban consternados pero se dice que Napoleón dijo para sorpresa de los que le escuchaban Son Nuestros.

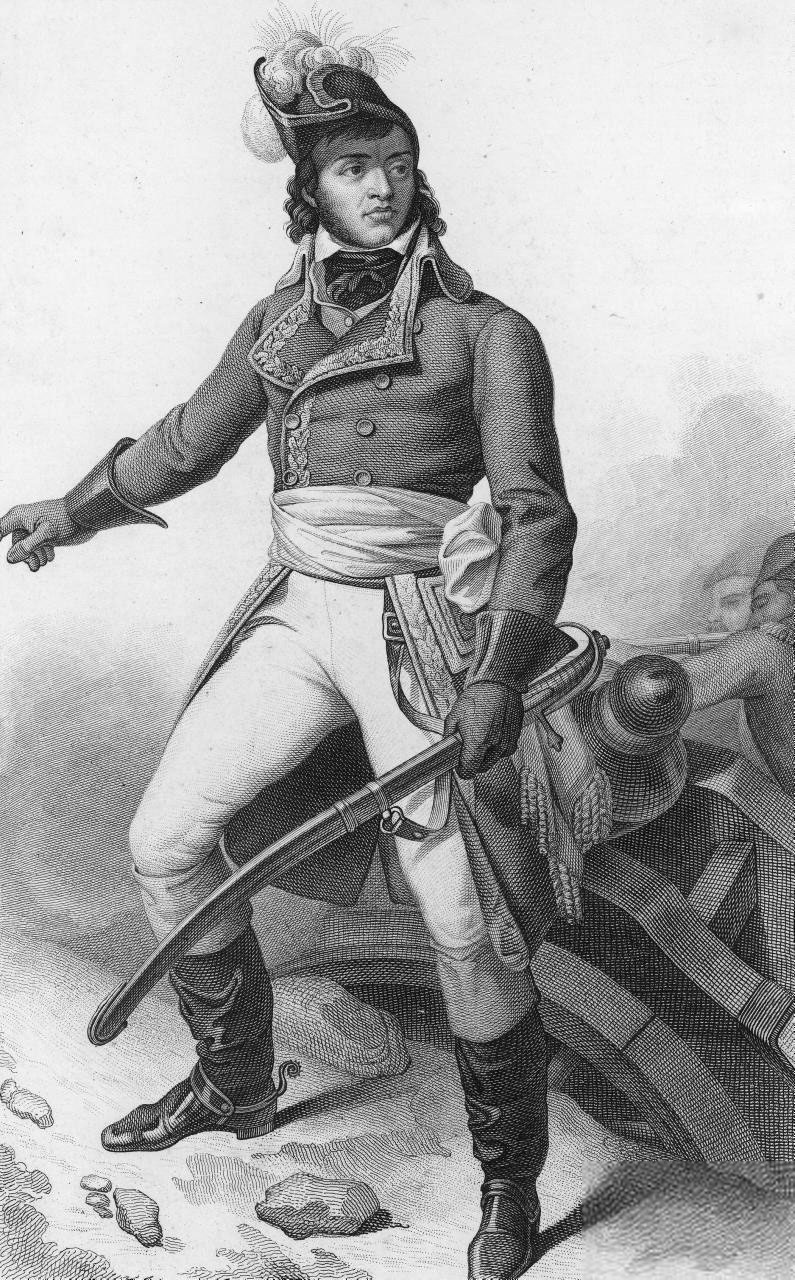
Barthelemy Cathelemy Joubert

Inmediatamente se dirigió a los últimos refuerzos que habían llegado para que plantaran cara a la columna de Lusignon y después ordenó a unos 200 jinetes. que cargaran contra las fuerzas austriacas que acababan de romper el centro francés.
Los austriacos, que se encontraban agotados tras cinco horas de combate y además habían perdido cohesión a causa de la persecución de los soldados del centro francés, fueron una presa fácil para los jinetes y huyeron en desbandada difundiendo el pánico entre las otras columnas del ejército austriaco. Esta situación fue aprovechada por Joubert para dirigir un regimiento al borde del precipicio y disparar contra las tropas austriacas que se encontraban en el desfiladero que no tuvieron otro remedio que retirarse. Poco después llegaron refuerzos por lo que las tropas de Lusignon eran ahora las que se encontraban entre dos fuegos.
Al llegar la tarde, la batalla se encontraba ganada, pero Napoleón tuvo que marchar junto a Masséna para oponerse a las fuerzas de Provera que estaban avanzando hacía la zona.

## Consecuencias
Al día siguiente Joubert terminó la batalla enfrentándose a Alvinczi que tenía todavía un gran número de soldados pero que se encontraban desmoralizados después de ser expulsados de las colinas el día anterior, por lo que Joubert obtuvo una victoria notable.
Las fuerzas austriacas perdieron entre muertos, heridos y capturados unos 14.000 hombres. Los franceses perdieron 5.000 hombres.
Poco después, Mantua se rindió.